# Smienowiechowstwo

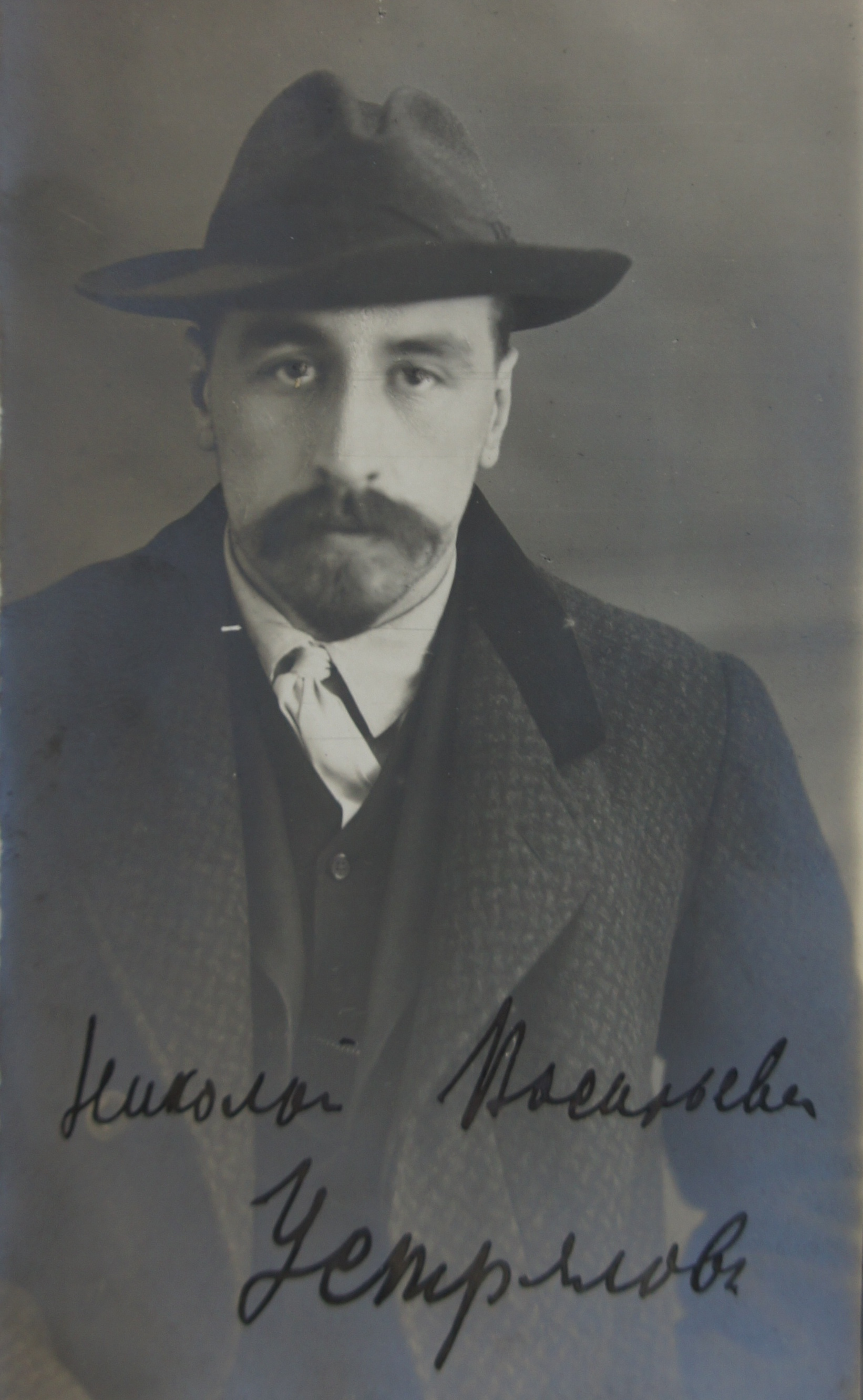
Nikołaj Ustriałow, główny ideolog smienowiechowstwa.

Smienowiechowstwo (ros. сменовеховство) – ruch ideowo-polityczny, powstały w latach 20' XX wieku w środowisku rosyjskiej emigracji, posiadający jednak wielu zwolenników także na terenie ZSRR. Nazwa pochodzi od tytułu zbioru artykułów "Smiena wiech" (ros. "Смена вех", "Zmiana drogowskazów"), opublikowanego w Pradze w roku 1921. W zbiorze tym sformułowano najważniejsze koncepcje tego nurtu. Smienowiechowcy opowiadali się za pojednaniem i współpracą z Rosją Sowiecką, motywując swoje stanowisko tym, że bolszewicka władza zmieniła swój charakter i zaczęła reprezentować interesy narodowe Rosji. Najważniejszym ideologiem smienowiechowstwa był zamieszkały w Harbinie profesor Nikołaj Ustriałow, który później pracował w sowieckiej administracji Kolei Wschodniochińskiej, w 1935 powrócił do ZSRR, a w 1937 został rozstrzelany. 

## Etapy rozwoju smienowiechowstwa
Z biegiem lat pojęcie "smienowiechowstwo" zaczęto stosować nie tylko w odniesieniu do autorów zbioru "Smiena wiech" i ich zwolenników, ale także wobec wszystkich stronników podjęcia współpracy z reżimem komunistycznym w ZSRR. Można wymienić następujące etapy rozwoju smienowiechowstwa:
- Etap pierwszy - od lat 20' do końca lat 30', kiedy to niemal wszyscy przywódcy smienowiechowstwa wyjechali do ZSRR, gdzie zostali rozstrzelani.
- Etap drugi - od napaści Trzeciej Rzeszy na ZSRR w 1941 roku, po zakończeniu wojny smienowiechowstwo dalej funkcjonowało wśród części emigrantów w formie tzw. "sowieckiego patriotyzmu".
- Etap trzeci - od przełomu lat 80' i 90', związany z pierestrojką i rozpadem ZSRR.

## Najważniejsi przedstawiciele smienowiechowstwa
- Nikołaj Ustriałow
- Siergiej Czachotin
- Aleksander Bobriszczew-Puszkin
- Jurij Kliucznikow
- Siergiej Łukjanow
- Jurij Potiechin